# Minderherrschaft
Minderherrschaft (status minor) ist eine Bezeichnung für diejenigen Mediatsherrschaften in Schlesien (siehe Standesherrschaft), deren Besitzer im Mittelalter die Rechte der Standesherren in Schlesien innehatten, aber von der Teilnahme an den Schlesischen Fürstentagen ausgeschlossen waren. Bis zum Siebenjährigen Krieg gab es in Oberschlesien die Minderherrschaften Loslau und Oderberg, Freistadt, Freudenthal, Friedeck, Deutschleuthen, Reichenwaldau und Roy, in Niederschlesien die Minderherrschaften Neuschloß, Freihan und Suhlau.